# Hitachi H8 processzorcsalád

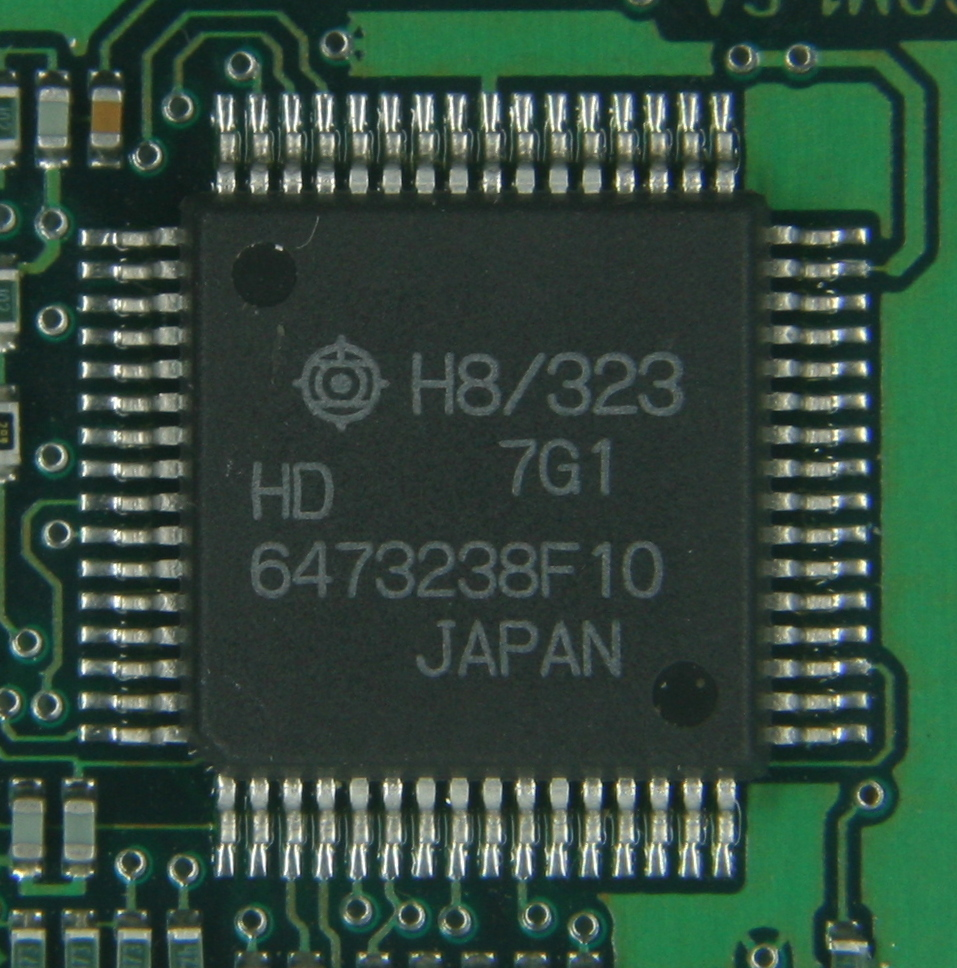
Hitachi H8/323 csip

A H8 egy kiterjedt 8-, 16- és 32 bites mikrovezérlő-család összefoglaló neve, amelyet jelenleg a Renesas Technology gyárt (a Renesas Technology 2003-ban alakult a Hitachi és a NEC közös vállalataként), azonban a fejlesztését a Hitachi Semiconductor végezte az 1990-es évek elején. A processzorcsaládot még 2006-ban is folyamatosan fejlesztették és fejlesztik azóta is.
Ebből a processzorcsaládból fejlődött ki a nagyobb teljesítményű 32 bites SuperH mikrovezérlő-család is.

## Változatok
Az alcsaládok között találhatók a 8/16 bites H8/300 és H8/500, a 16/32 bites H8/300H és H8S és a 32 bites H8SX sorozat, ezeknek a maguk részéről mind tucatnyi változatuk van; a változatok sebességben és kiépítésben különböznek egymástól. A variáció a perifériák készletében kiterjed az időzítők, soros portok, a ROM, flash memóriák és RAM meglétére (és méretére). A beépített ROM és flash memória mérete általában 16 KiB és 1024 KiB között van, a RAM mérete 512 bájttól 512 KiB-ig terjedhet.
A H8 architektúra alapjait a DEC PDP-11 processzorról mintázták, tehát a H8-asban is nyolc általános célú 16 bites regiszter szerepel (a H8/300H és a H8S tartalmaz egy 8 db 16 bites regiszterekből álló kiegészítő regiszterbankot is), változatos címzési módokkal.
A H8/300H és H8S processzoroknak nyolc 32 bites regisztere van; mindegyik regiszter használható egy 32 bites regiszterekként, két 16 bites regiszterként, vagy két 8 bites regiszterként is, emellett a H8S belső konfigurációja 32 bites. Több cég által szállított fordítóprogram is támogatja a H8 családot, valamint a GCC portjai is támogatják ezt a felépítést, és utasításkészlet-szimulátort is tartalmaznak. Hardveres áramköri szintű emulátorok is elérhetőek.
A család története a H8SX 32 bites mikrovezérlőkkel folytatódik.

## Felhasználás, alkalmazás

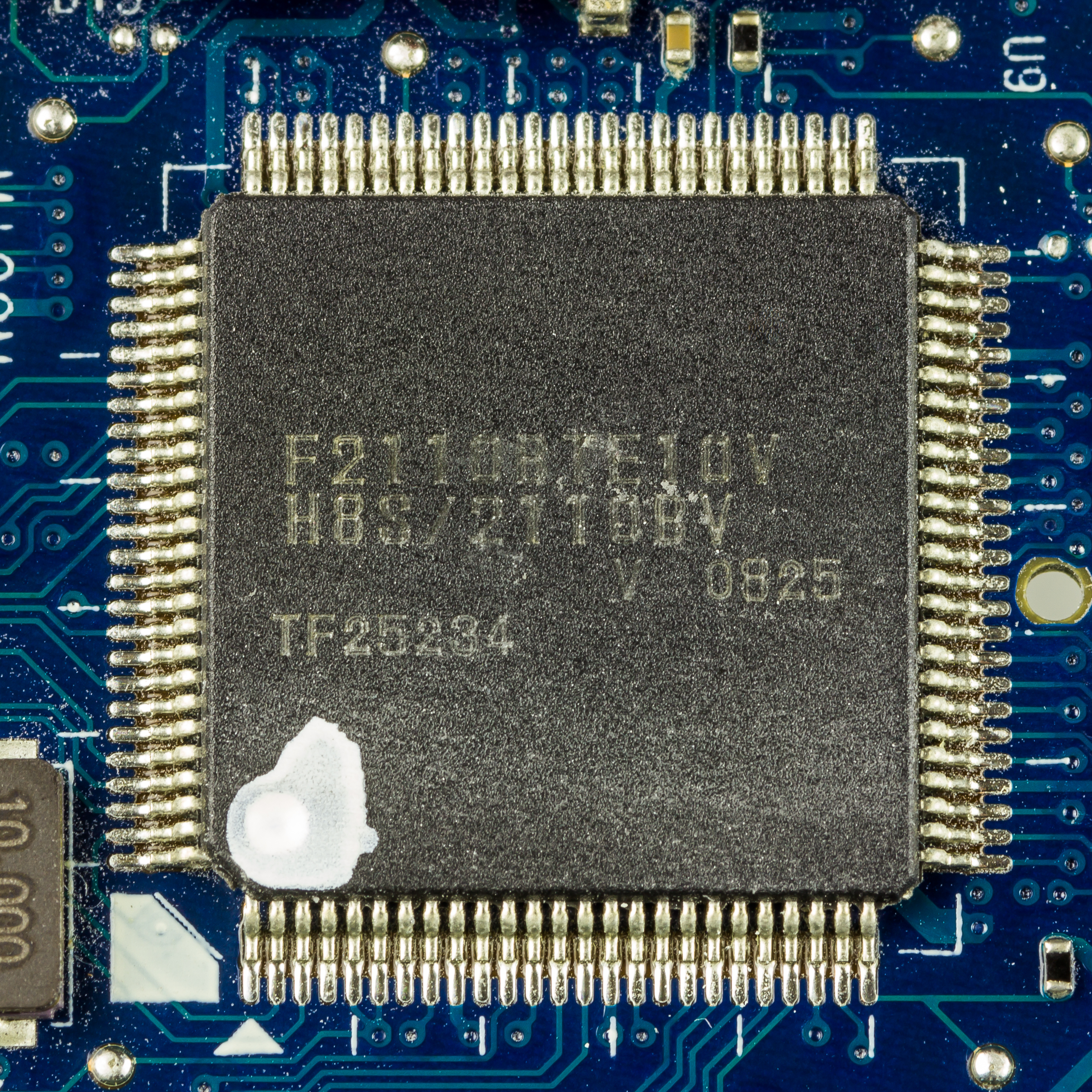
Renesas H8S-2110BV

A H8S megtalálható digitális fényképezőgépekben, egyes Thinkpad sorozatú laptopokban, nyomtatóvezérlőkben, chipkártyákban (smart card), sakkszámítógépekben, és különböző autóipari alrendszerekben. A LEGO Mindstorms játék- (ill. oktatási célú) robotokban is H8/300 vezérlő található. A Namco H8/3002-es chipeket alkalmazott különféle játékaiban a hangvezérlés céljaira, a késői 1990-es években: egyik jelentős ilyen alkalmazása a System 12 architektúra.

## A H8 a popkultúrában
A H8 processzort megéneklik a Muse együttes Space Dementia c. dalában.

## Fordítás
Ez a szócikk részben vagy egészben  a   H8 Family című angol Wikipédia-szócikk ezen változatának fordításán alapul.  Az eredeti cikk szerkesztőit annak laptörténete sorolja fel. Ez a jelzés csupán a megfogalmazás eredetét és a szerzői jogokat jelzi, nem szolgál a cikkben szereplő információk forrásmegjelöléseként. 